# Луиза Ангальт-Бернбургская
Вильгельмина Луиза Ангальт-Бернбургская (нем. Wilhelmine Luise von Anhalt-Bernburg; 30 октября 1799, Балленштедт — 9 декабря 1882, Дюссельдорф) — принцесса Ангальт-Бернбургская, в замужестве принцесса Прусская.

## Биография
Луиза была вторым ребёнком в семье князя Ангальт-Бернбурга Алексиуса Фридриха Кристиана и княгини Марии Фридерики, дочери ландграфа Вильгельма I Гессенского.
21 ноября 1817 года в отцовском замке в Балленштедте Луиза вышла замуж за Фридриха Прусского (1794—1863), с которым познакомилась при дворе в Дессау. Они проживали сначала в Берлине, где в 1820 году у них родился первый ребёнок — сын Александр. Второй сын Георг родился в 1826 году в Дюссельдорфе. Пара увлекалась искусством и оказывала влияние на культурную жизнь Дюссельдорфа. Принцесса Луиза была знакома с такими художниками, как Каульбах, Вильгельм фон, Хильдебрандт, Фердинанд Теодор и другими.
В 1843 году супруги приобрели замок Эллер под Дюссельдорфом, который стал излюбленным местом принцессы для занятий живописью. Из-за революции 1848 года вся семья уезжала в Берлин.
Принцесса Прусская была знакома с известным врачом Самуэлем Ганеманом — основателем гомеопатии, с которым вела переписку.
В июле 1863 года умер муж Луизы, а спустя три недели — её единственный брат, герцог Александр Карл Ангальт-Бернбургский. Принцесса умерла в замке Эллер и была похоронена в семейном склепе рядом со своим мужем в замке Райнштайн.
Оба её сына потомства не оставили.

## Память
- Именем Луизы Ангальт-Бернбургской названа улица Луизенштрассе в Дюссельдорфе.
- В 1823 году в Алексисбаде в память о Луизе Ангальт-Бернбургской была возведена беседка.
- В Дюссельдорфском городском музее хранятся несколько рисунков и акварелей работы Луизы Ангальт-Бернбургской.